# Рудня (Фариновский сельсовет)
Рудня (бел. Ру́дня) — агрогородок в Полоцком районе Витебской области Беларуси. В составе Фариновского сельсовета.

## География
Ближайшие населённые пункты Колтуны, Машелево, Фариново и др.

### Гидрография
Река Ушача.

## История
В 1866 году работал винокуренный завод.
В 1906 году в Бононской волости Полоцкого уезда Витебской губернии.
В 1924—1954 годах центр Руднянского сельсовета, в 1959—1960 годах центр Литвиновского сельсовета, в 1968—1989 годах центр Руднянского сельсовета.
В 2010 году деревня Рудня преобразована в агрогородок.

## Население

### Численность
- 2019 год — 372 жителей

### Динамика
- 1999 год — 458 жителей (перепись населения)
- 2009 год — 410 жителей (перепись населения)[5]
- 2019 год — 372 жителей (перепись населения)

## Галерея

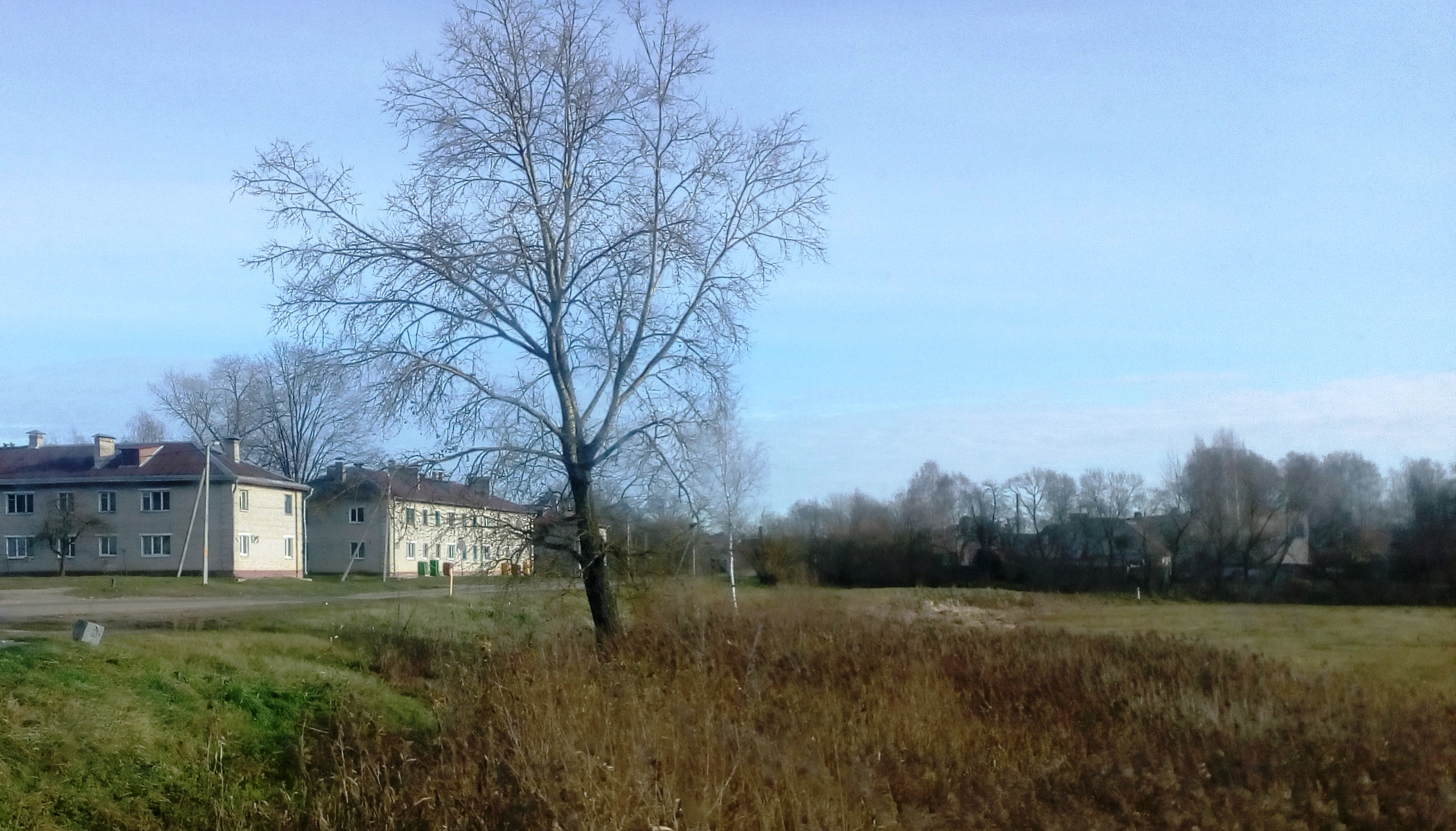
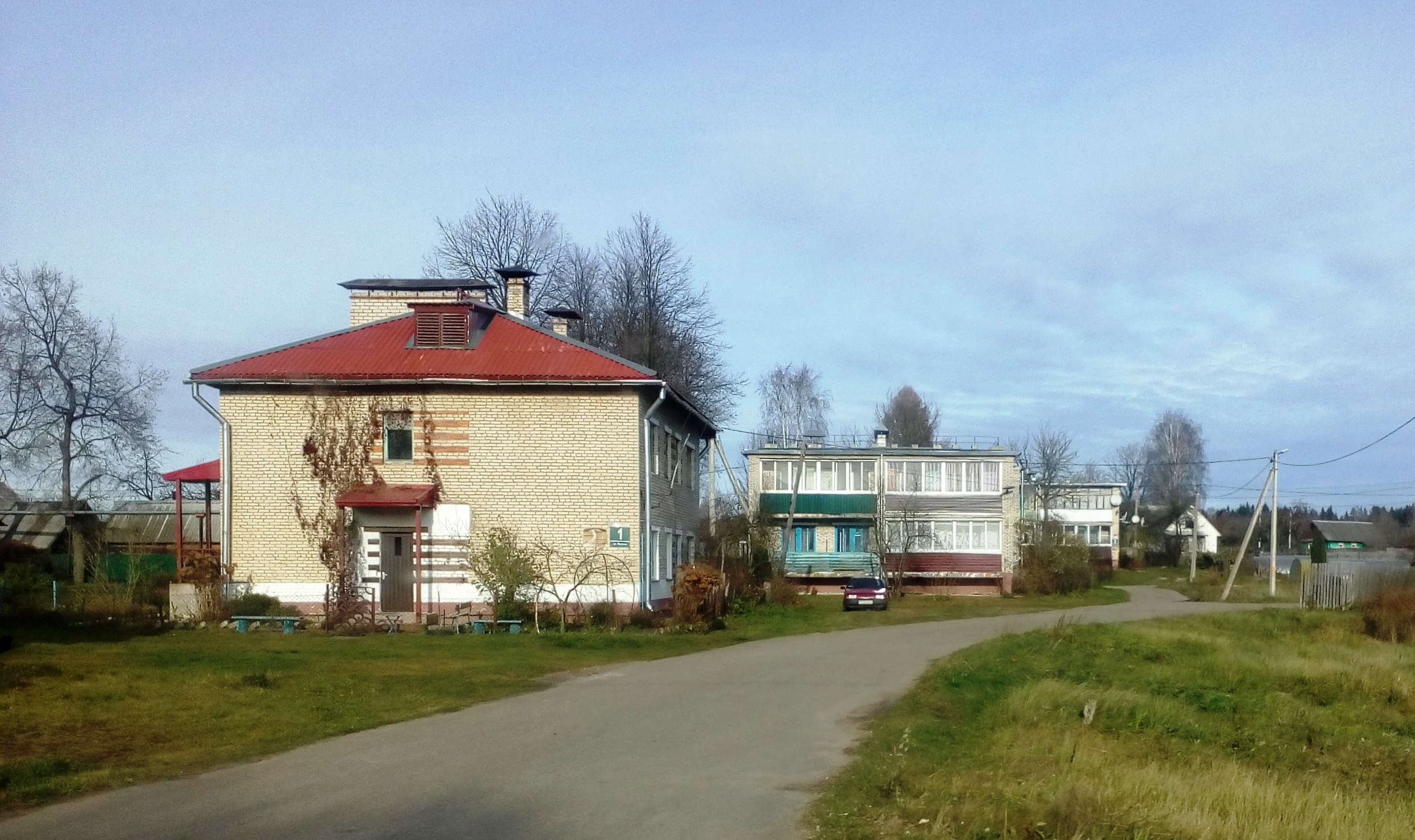
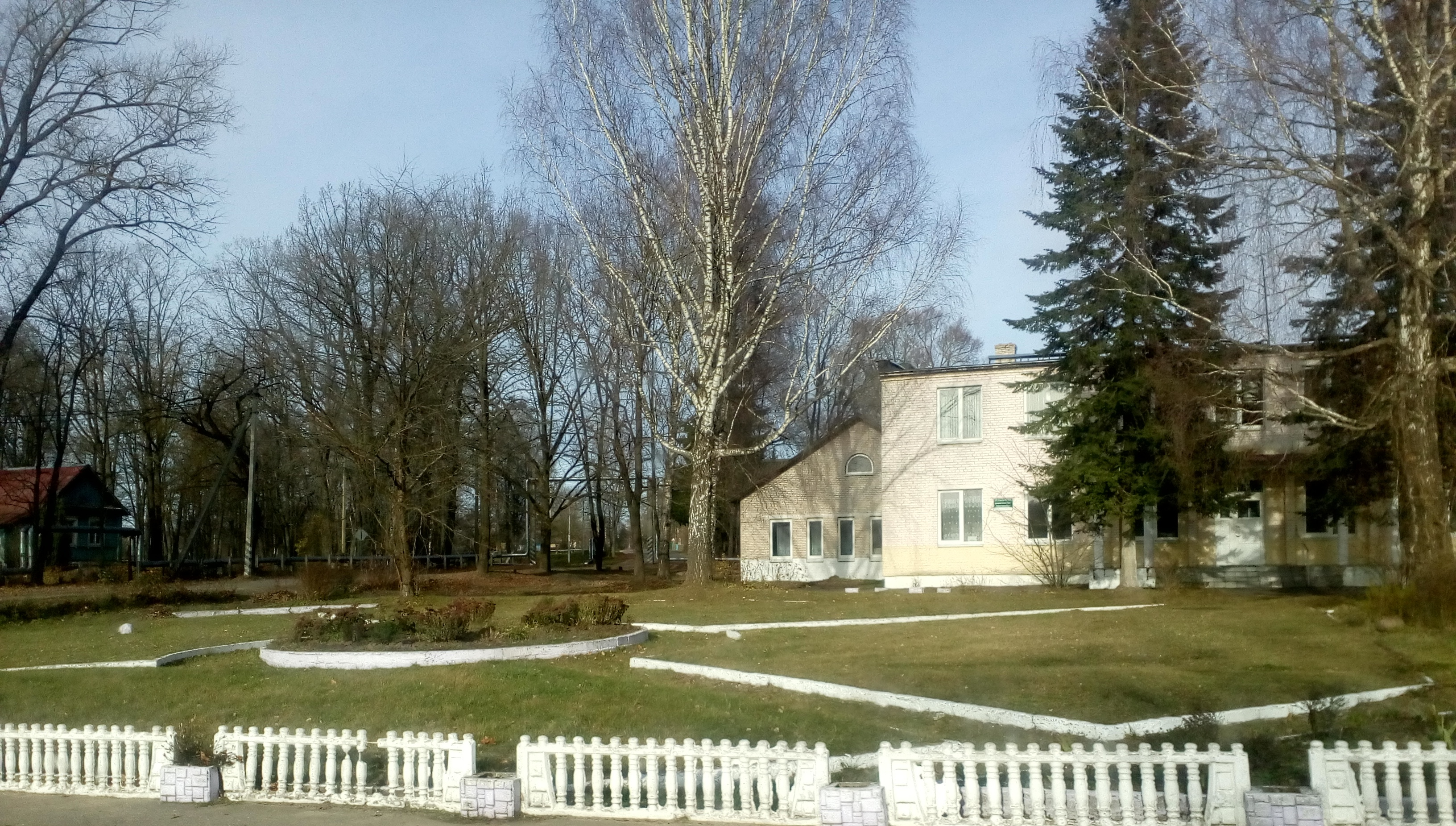
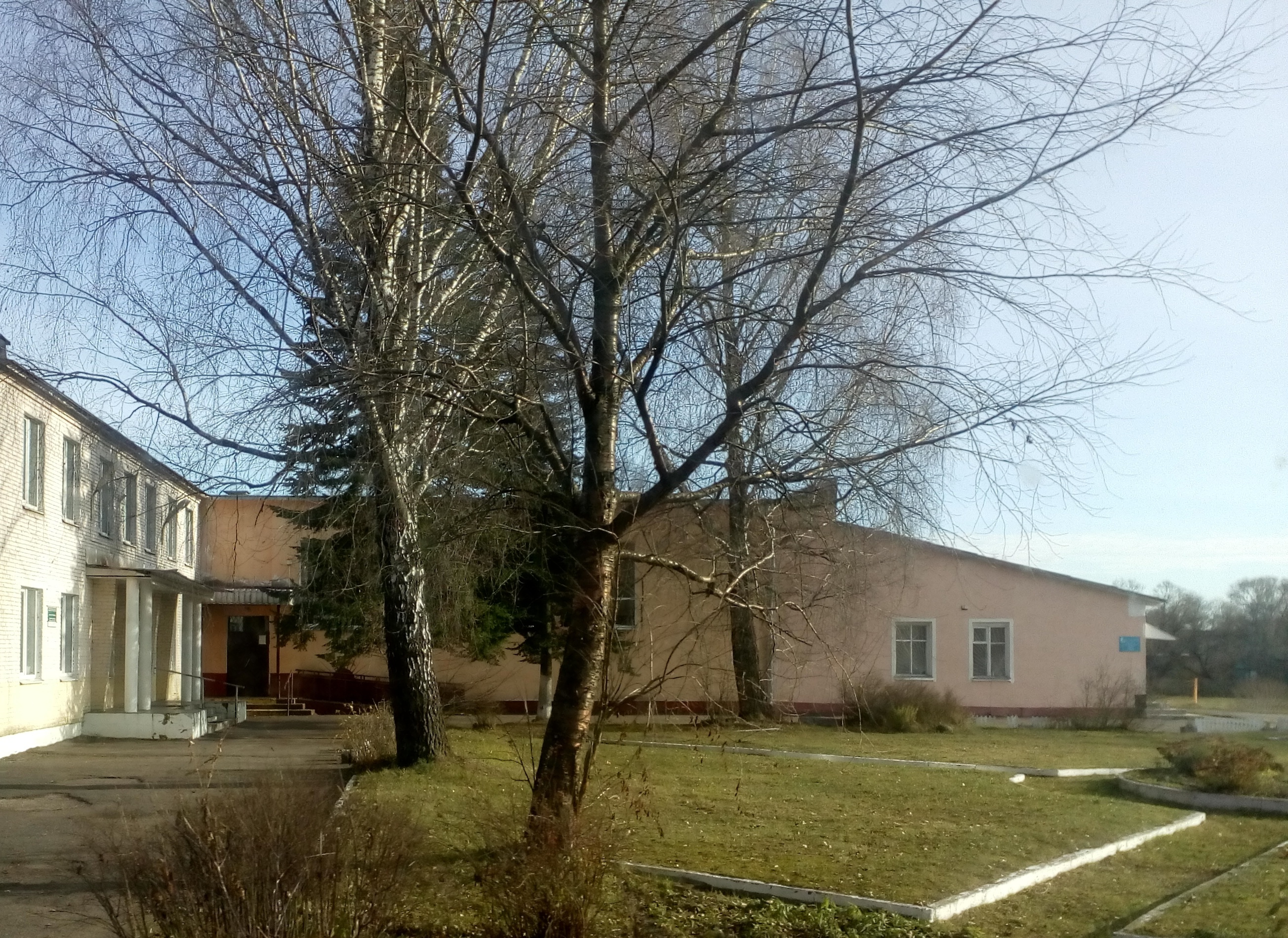
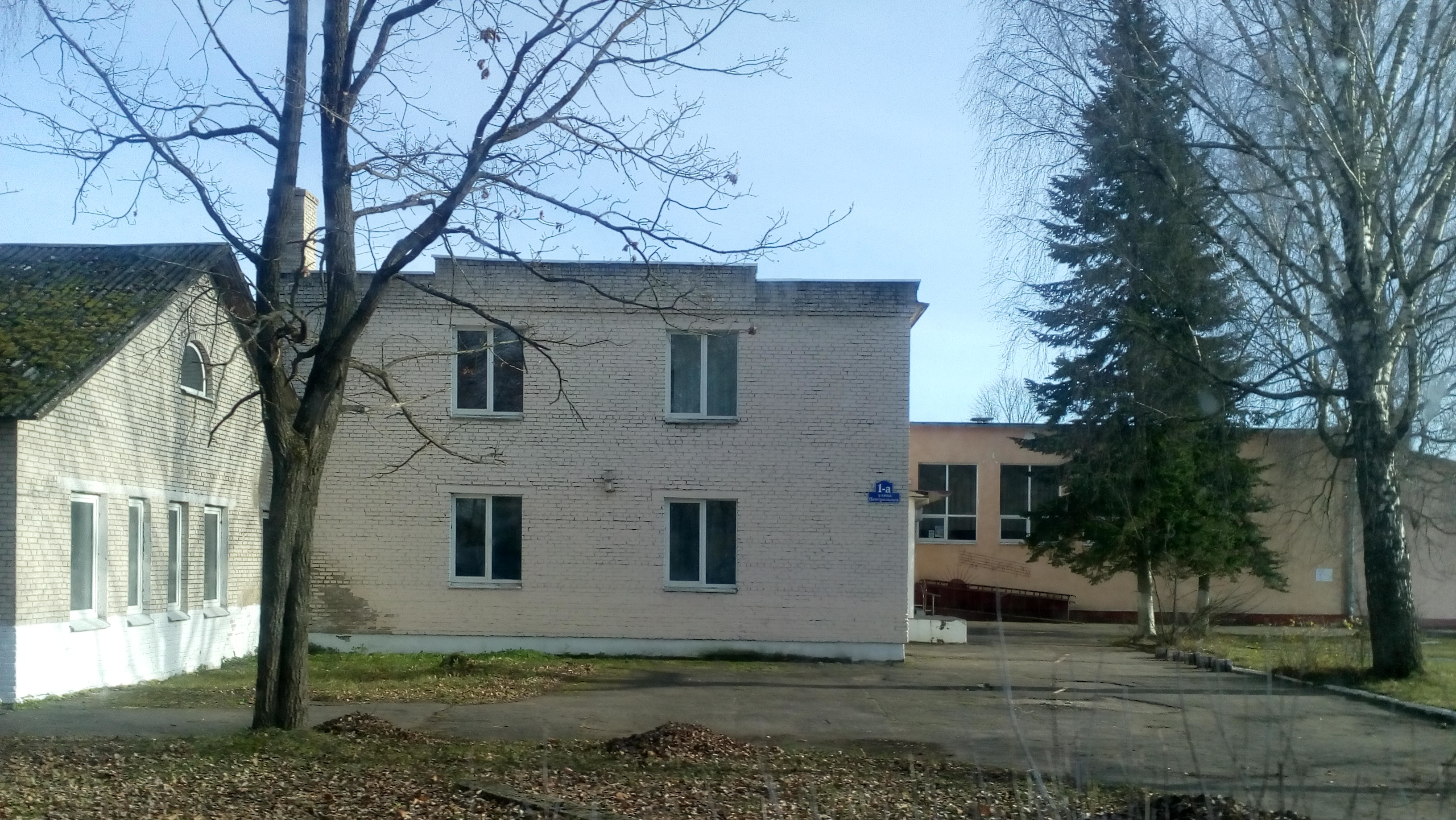

## Достопримечательность
- Братская могила[10] —  Историко-культурная ценность Республики Беларусь, шифр 213Д000684.